# 2009年の労働界
2009年の労働界（2009ねんのろうどうかい）では、2009年（平成21年）の労働運動、労働環境、雇用、賃金など労働分野に関する出来事について記述する。

## できごと

### 1月
- 1月5日 – 東京・日比谷公園の「年越し派遣村」撤収。派遣村に集まった約500名のうち、職探しを始めた人などを除く286名が、厚生労働省や東京都が都内4カ所に用意した次の宿泊先に移動した。年越し派遣村は、職や住まいを失った派遣労働者らのための避難所で、2008年12月31日に開設された [1][2][3]。
- 1月12日 - 「年越し派遣村」から都内4施設に分宿していた派遣労働者ら約300名が、宿泊先から日本青年館に移動。派遣村に限った行政側の対応は一区切りを迎えた。一泊した後、派遣労働者ら約110名が、派遣村実行委員会が用意した都内3カ所の旅館に移動した [4][5][6]。
- 1月15日 - 春闘スタート。交渉開始にあたり、世界的な不況により雇用環境が悪化する中、 日本経済団体連合会と日本労働組合総連合会が連名で、労使が協調して雇用問題に取り組む「雇用安定・創出に向けた労使共同宣言」を発表した [7][8][9][10]。
- 1月18日 - 東京・銀座で、在日ブラジル人労働者約200人がデモ。日本企業による解雇に抗議し、在日ブラジル人の雇用の安定を訴えた [11]。
- 1月19日 - 不況の中、相次ぐ学生の採用内定取り消し問題への対応として、企業名公表制度スタート。採用内定取り消しにつき、特に悪質な企業の名称を公表するというもの [12][13]。
- 1月26日 - アメリカ大手企業が相次いで大型リストラを発表。人員削減数は、この日だけで約6万人に及んだ。削減数の内訳は、キャタピラー（建設機械）2万人、ファイザー（製薬）19,000人、スプリント・ネクステル（携帯電話）8千人、ホーム・デポ（日用品販売）7千人など [14]。
- 1月28日-29日 - フランス全土でゼネラル・ストライキ実施。世界的な景気後退を背景にした人員削減、賃金カットなどに抗議するもので、参加者は警察の推計で108万人に達し、サルコジ政権発足以来、最大規模のストライキとなった [15][16][17] 。

### 3月
- 3月31日 - 改正雇用保険法施行。

### 4月
- 4月1日-2日 - 第2回20か国・地域首脳会合（G20首脳会合、金融サミット）、ロンドンで開催。2010年末までの総額5兆ドルの財政刺激策により、世界の成長率を4％押し上げ、大規模な雇用を創出するとする共同声明を採択した [18][19][20]。

### 6月
- 6月24日 - 改正育児介護休業法が参議院本会議で可決成立。

### 8月
- 8月28日 -総務省が7月の完全失業率を発表し、5.7％で過去最悪を更新、7月の有効求人倍率も厚生労働省から発表され0.42で過去最悪を更新。